# Кларк (округ, Огайо)
Шаблон:StateAbbr_ 39°55′ пн. ш. 83°47′ зх. д. / 39.92° пн. ш. 83.78° зх. д.
Округ  Кларк (англ. Clark County) — округ (графство) у штаті  Огайо, США. Ідентифікатор округу 39023.

## Історія
Округ утворений 1818 року.

## Демографія
За даними перепису 
2000 року 
загальне населення округу становило 144742 осіб, зокрема міського населення було 110845, а сільського — 33897.
Серед мешканців округу чоловіків було 69569, а жінок — 75173. В окрузі було 56648 домогосподарств, 39383 родин, які мешкали в 61056 будинках.
Середній розмір родини становив 2,97.
Віковий розподіл населення поданий у таблиці:
| Стать    | До 15 років | 15-21 | 22-29 | 30-39 | 40-49 | 50-65 | 65-85 | Понад 85 |
| -------- | ----------- | ----- | ----- | ----- | ----- | ----- | ----- | -------- |
| Чоловіки | 15353       | 7407  | 6373  | 9608  | 10357 | 12015 | 7676  | 780      |
| Жінки    | 14621       | 7391  | 6749  | 9953  | 11056 | 12597 | 10993 | 1813     |

## Суміжні округи
- Шампейн — північ
- Медісон — схід
- Ґрін — південь
- Монтгомері — південний захід
- Маямі — захід

## Виноски
1. ↑  U.S. Decennial Census. United States Census Bureau. Архів оригіналу за 26 квітня 2015. Процитовано 7 лютого 2015.
2. ↑  Historical Census Browser. University of Virginia Library. Архів оригіналу за 26 Грудня 2013. Процитовано 7 лютого 2015.
3. ↑  Forstall, Richard L., ред. (27 березня 1995). Population of Counties by Decennial Census: 1900 to 1990. United States Census Bureau. Архів оригіналу за 14 Лютого 2015. Процитовано 7 лютого 2015.
4. ↑  Census 2000 PHC-T-4. Ranking Tables for Counties: 1990 and 2000 (PDF). United States Census Bureau. 2 квітня 2001. Архів оригіналу (PDF) за 18 Грудня 2014. Процитовано 7 лютого 2015.
5. ↑  State & County QuickFacts. United States Census Bureau. Архів оригіналу за 8 липня 2011. Процитовано 7 лютого 2015.(англ.) Наведено за англійською вікіпедією.
6. ↑  American FactFinder. Бюро перепису населення США. Архів оригіналу за 29 липня 2011. Процитовано 31 січня 2008.

| США | Це незавершена стаття з географії США. Ви можете допомогти проєкту, виправивши або дописавши її. |